# Nibelungenwerke

Nibelungenwerke var en rustningsindustri belägen i österrikiska Sankt Valentin i distriktet Amstetten. Fabriken var en del av Steyr-Daimler-Puch. I fabriken monterades mer än hälften av alla Panzerkampfwagen IV som tillverkades. Den var den enda tyska fabriken för tillverkning av pansarfordon som arbetade enligt löpandebandprincipen. 

## Fabriksområdet

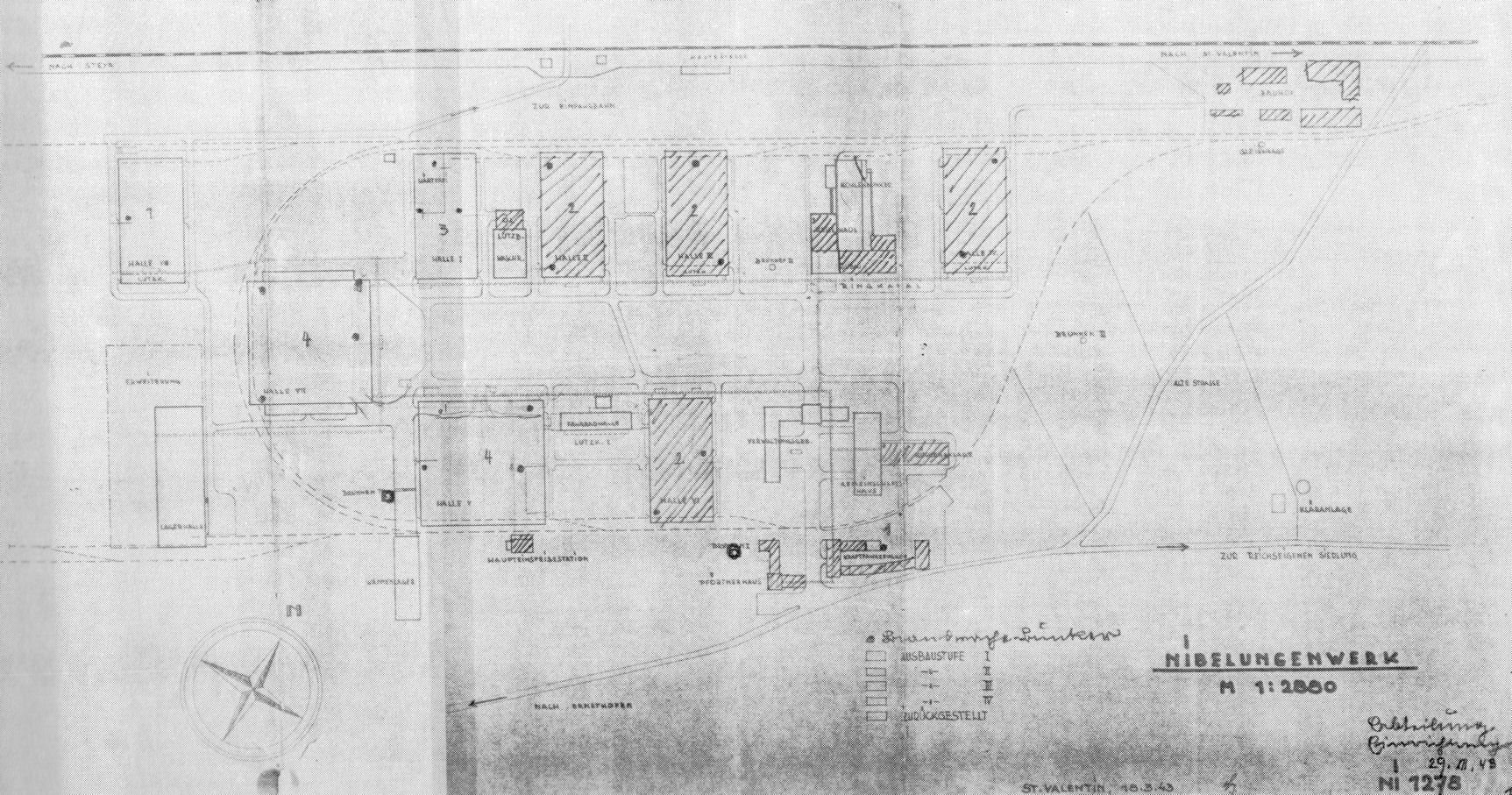
Plan över fabriksområdet

Fabriken var inrymd i totalt nio större fabrikshallar, sju stycken hallar som var 120 meter långa och 60 meter breda, uppförda i armerad betong och två hallar i stålfackverk som var 120 meter i fyrkant. Runt fabriksområdet löpte  järnvägsspår i en slinga, varje hall hade ett eget stickspår. Dessa järnvägsspår var en viktig del av fabriken då endast en tredjedel av komponenterna till de färdiga stridsvagnarna tillverkades på fabriken utan huvuddelen måste transporteras till fabriken från underleverantörer. 

## Tillverkade pansarfordon
- Panzerkampfwagen IV
- Jagdpanzer IV/70(A) tillverkades i 278 exemplar från augusti 1944 till mars 1945.[1]
- Ferdinand tillverkades i 90 exemplar i april och maj 1943.[2]
- Jagdtiger tillverkades i 77 exemplar från juli 1944 till mars 1945.[3]